# Betty Freeman
Betty Freeman (* 3. Juni 1921 in Chicago, Illinois; † 3. Januar 2009 in Los Angeles, Kalifornien) war eine US-amerikanische Fotografin, die jahrzehntelang als Kunstmäzen tätig war.

## Leben
Freeman wuchs als Tochter eines russischen Einwanderers in Brooklyn auf. Sie machte 1942 ihren Abschluss am Wellesley College in Literatur und Musik. Sie hatte eine Ausbildung zur Konzertpianistin, wechselte jedoch Mitte der 1960er Jahre ins Musik- und Veranstaltungsmanagement. Seit dieser Zeit war sie auch als Mäzen tätig und unterstützte Komponisten am Anfang ihrer Karriere. Zu den von ihr geförderten Musikern gehörten unter anderem John Cage, La Monte Young, Philip Glass, Harry Partch, Steve Reich und Harrison Birtwistle. Viele dieser Musiker widmeten ihr in der Folge ihre Werke, so unter anderem die nach ihr benannten Freeman Etudes von John Cage. Ab 1972 begann sie mit der Porträtfotografie von Komponisten. 2005 drehte Paul Fenkart einen Dokumentarfilm über ihr Leben.

„Ich kenne nicht viele Menschen, deren Wirken tiefer greifende Auswirkungen auf unsere Kunst und Kultur im Allgemeinen gehabt hätten“